# Paulo Sérgio Ferreira Gomes
Paulo Sérgio Ferreira Gomes (Cabo Frio, 21 luglio 1981) è un ex calciatore brasiliano, di ruolo centrocampista.

## Carriera

### Club
Ha giocato nella massima serie dei campionati portoghese, malese e cipriota.